# Крушец
Крушец (рум. Crușeț) — село у повіті Горж в Румунії. Адміністративний центр комуни Крушец.
Село розташоване на відстані 194 км на захід від Бухареста, 54 км на південний схід від Тиргу-Жіу, 36 км на північ від Крайови.

## Населення
За даними перепису населення 2002 року у селі проживали 593 особи. Усі жителі села рідною мовою назвали румунську.
Національний склад населення села:
| Національність | Кількість осіб | Відсоток |
| -------------- | -------------- | -------- |
| румуни         | 554            | 93,4%    |
| цигани         | 39             | 6,6%     |